# Snoop Dogg Presents: Unreleased Heatrocks
Snoop Dogg Presents: Unreleased Heatrocks é uma Coletânea musical do rapper estadunidense Snoop Dogg. Ele foi lançado em janeiro de 2002 pela gravadora do próprio Snoop Dogg, Doggystyle Records, e MySpace Records. Teve todo o material disponibilizado no MySpace. Essa coletânea conta com material não utilizado no álbum Tha Blue Carpet Treatment, e material dos futuros trabalhos da Doggystyle Records.

## Faixas
| N.º | Título                    | Duração |  |
| 1.  | "Westside"                | 3:41    |  |
| 2.  | "West Allstars"           | 5:32    |  |
| 3.  | "Wanna B'z"               | 4:49    |  |
| 4.  | "Territory"               | 3:38    |  |
| 5.  | "I Fuck With You"         | 4:37    |  |
| 6.  | "New York"                | 1:40    |  |
| 7.  | "Love Don't Live Here"    | 4:58    |  |
| 8.  | "Looking for a Bad Bitch" | 3:52    |  |
| 9.  | "Look Around"             | 4:28    |  |
| 10. | "Long Gone"               | 4:42    |  |
| 11. | "Gangstas Due"            | 3:59    |  |
| 12. | "I Got My Own"            | 3:09    |  |
| 13. | "Do It, Do It"            | 3:23    |  |
| 14. | "Blastin"                 | 4:10    |  |